# Manuel Poirier
Manuel Poirier (Perú, 17 de noviembre de 1954) es un director de cine francés.

## Biografía
Autodidacta, trabajó en varios pequeños oficios antes de encontrar su camino hacia la dirección. Sus películas retratan la realidad social y las relaciones humanas de las clases sociales más bajas. Su cine humanista frecuenta el campo más que las ciudades y se nutre de la lealtad de sus actores, entre ellos Sergi López, Sacha Bourdo o Serge Riaboukine. Su película más conocida, la épica bretona de bajo presupuesto " Western", fue un gran éxito entre el público francés.

## Filmografía
- Appartement 62  (corto) (1986)
- La novia de Antonio (La Petite Amie d'Antonio) (1992)
- ...à la campagne (1995)
- Attention fragile (TV) (1995)
- Marion (1997)
- Western (1997)
- De la lumière quand même (documental) (2000)
- Te quiero (2000)
- La curva de la felicidad (Les Femmes... ou les enfants d'abord...) (2002)
- Caminos cruzados (Chemins de traverse) (2003)
- Le Sang des fraises (TV) (2006)
- La Maison (2007)
- Le Café du pont (2010)

## Premios y distinciones
Festival Internacional de Cine de Cannes
| Año  | Categoría                  | Película | Resultado |
| ---- | -------------------------- | -------- | --------- |
| 1997 | Premio Especial del Jurado | Western  | Ganador   |